# Anglo-German Club (London)
Der Anglo-German Club war ein Verein zur Pflege britisch-deutscher Beziehungen in London. 1931 durch eine Initiative des in London lebenden deutschen Schriftstellers und Journalisten Mark Neven DuMont gegründet, veränderte er unter dem Eindruck der nationalsozialistischen Machtübernahme in Deutschland im Juni 1934 seine Ausrichtung und führte fortan nach ihrem damaligen Vorsitzenden Edgar Vincent, 1. Viscount D’Abernon die Bezeichnung D’Abernon Club.

## Geschichte
Zusammen mit William Forbes-Sempill, einem als „Master of Sempill“ über die Grenzen Großbritanniens hinaus bekannten Rekordflieger, gründete Mark Neven DuMont, ein in London als Schriftsteller und Journalist lebender Spross der Kölner Verleger-Dynastie DuMont-Schauberg, im Juni 1931 den Anglo-German Club. Zu den Gründern dieses Gentlemen’s Clubs zählten auch der ehemalige britische Botschafter in Deutschland, Edgar Vincent, 1. Viscount D’Abernon, der irische Porträtist John Lavery, ein enger Malerfreund von Neven DuMonts Vater August und Schwiegervater von Lord Sempill, der britische Journalist und Enzyklopädist James Louis Garvin sowie der britische Altphilologe Gilbert Murray. Mitglieder wurden ferner der deutsche Zentrumspolitiker und Oberbürgermeister von Köln, Konrad Adenauer, der britische Politiker Herbrand Sackville, 9. Earl De La Warr, der auch Bürgermeister von Bexhill-on-Sea war, der britische Generalmajor Edward Gleichen (1863–1937), Ehemann der Malerin Helena Gleichen, William Swayne (1862–1941), der Bischof von Lincoln, der britische Diplomat Harold Nicolson, der deutsche Luftfahrt-Unternehmer Hugo Eckener, der deutsche Physiker und Nobelpreisträger Albert Einstein, der deutsche Schriftsteller und Nobelpreisträger Thomas Mann, der Bankier und Reichsbankpräsident Hjalmar Schacht sowie die Sänger Fritz Wolff, Lotte Lehmann, Herbert Janssen und Frida Leider.
Dem Club konnten sowohl Männer als auch Frauen für den Jahresbeitrag einer Guinee angehören. Mit der Mitgliedschaft wurden „geschäftliche und gesellschaftliche Kontakte – Verbindungen zu Vereinen in Deutschland – unschätzbar für alle, die an britisch-deutschen Beziehungen interessiert sind“ in Aussicht gestellt. In der Nähe der damaligen Deutschen Botschaft London unterhielt der Club unter der Adresse 6 Carlton Gardens ein nobles Quartier. Neben einer deutschen Bibliothek und einem Informationsbüro bot es eine Sherry Bar, einen Ballraum und eine Bierstube mit Münchner Hofbräu und Lagerbier der Patzenhofer Brauerei. Außerdem servierte man dort insbesondere deutsche Weine und Speisen. Anlässlich des feierlichen Eröffnungs-Dinners wurden im Juli 1931 bereits rund 200 Mitglieder gezählt, Ende 1933 hatte der Club rund 700 Mitglieder, darunter etwa 125 deutsche.
Die Ausrichtung des Vereins änderte sich im Juni 1934 unter dem Vorsitz von D’Albernon auf ein globales Aufgabenfeld, nachdem in Deutschland im März 1933 die NSDAP damit begonnen hatte, das Deutsche Reich in einen NS-Staat zu verwandeln. Dies unterstrich der Verein auch durch den neuen Namen D’Abernon Club.
Im Rückblick schrieb Mark Neven DuMont über seine mit der Vereinsgründung verfolgten Absichten:

“Being of German origin but having spent my whole childhood in this country, it was my natural desire to do all I could to bridge the gulf between our two nations which had been created by the war and as it happened the time chosen for the foundation of the Anglo-German Club coincided with the general desire to draw together again after so many years of hatred and misunderstanding.”

„Von deutscher Herkunft, aber in meiner Kindheit aufgewachsen in diesem Land, war es mein natürliches Verlangen alles zu tun, um den Graben zwischen unseren zwei Völkern, der durch den Krieg verursacht worden war, zu überbrücken. Als die Zeit zur Gründung des Anglo-German Club gekommen war, fiel es zusammen mit dem allgemeinen Wunsch, das zusammenzubringen, was durch Hass und Missverständnisse getrennt worden war.“